# Diulevo, Pazardjik
Diulevo (în bulgară Дюлево) este un sat în comuna Strelcea, regiunea Pazardjik,  Bulgaria. 

## Demografie
Componența etnică a satului Diulevo
     Romi (6,46%)
     Turci (1,99%)
     Bulgari (86,06%)
     Nicio identificare (5,47%)
La recensământul din 2011, populația satului Diulevo era de 201 locuitori. Din punct de vedere etnic, majoritatea locuitorilor (86,06%) erau bulgari, existând și minorități de romi (6,46%) și turci (1,99%). Pentru 5,47% din locuitori nu este cunoscută apartenența etnică.